# (4366) Venikagan
(4366) Venikagan (1979 YV8) – planetoida z pasa głównego asteroid okrążająca Słońce w ciągu 5,61 lat w średniej odległości 3,15 j.a. Odkryta 24 grudnia 1979 roku.